# 塔夫里亞
47°20′57″N 35°32′26″E / 47.34917°N 35.54056°E
塔夫里亞（羅馬化：Tavriia）是烏克蘭南部扎波羅熱州瓦西里夫卡區羅茲多爾市鎮的村莊。該村分別距離新霍里夫卡2公里和佩雷莫日內2.5公里，始建於1952年，面積1.173平方公里，海拔高度101米，2001年人口336。